# Les Horizons perdus (film, 1937)
Pour les articles homonymes, voir Les Horizons perdus.
Ne doit pas être confondu avec Les Horizons divergents.
 (septembre 2021).
Pour plus de détails, voir Fiche technique et Distribution.
Les Horizons perdus (titre original : Lost Horizon) est un film américain réalisé par Frank Capra, sorti en 1937. Il est tiré du roman du même nom de James Hilton. 
Le film suit le diplomate anglais Robert Conway qui organise l'évacuation de ses concitoyens, sous la menace d'une révolution en Chine. Alors qu'il devait voler vers Shanghai, leur avion est détourné puis s'écrase dans les montagnes tibétaines. Conway et quatre autres survivants sont ensuite recueillis dans la mythique vallée de Shangri-La. Ils y découvrent un monde idyllique où règnent harmonie et bonheur mais sont lents à le reconnaître et réagissent de diverses façons.

## Synopsis
En 1935, un soulèvement révolutionnaire pousse des Occidentaux terrifiés vers l’aéroport de Baskul, en Chine. L’évacuation est organisée par l’écrivain, soldat et diplomate Robert Conway, avant qu’il ne retourne au Royaume-Uni et ne devienne ministre des Affaires étrangères. Il s’envole avec les quatre derniers évacués (le paléontologue Alexander Lovett, l’escroc notoire Henry Barnard, Gloria Stone, une passagère amère car en phase terminale de tuberculose, et le frère cadet de Conway, George) à destination de Shanghai. À l’insu des passagers, leur pilote a été remplacé de force et leur avion détourné. 
Il finit par tomber en panne d’essence et s’écrase au plus profond de l’Himalaya, tuant leur ravisseur, tandis que le groupe est sauvé par Chang et ses hommes qui les emmènent à Shangri-La, vallée idyllique abritée du froid glacial derrière des montagnes infranchissables. Ils découvrent que les habitants vivent heureux sous la direction du mystérieux Grand Lama.
D'abord anxieux de retourner à la civilisation, la plupart des nouveaux arrivants finissent par aimer Shangri-La, dont Alexander Lovett, Henry Barnard, et Gloria Stone. Leur présence dans la vallée semble les guérir miraculeusement de leurs maux. Conway est particulièrement enchanté, surtout lorsqu'il rencontre Sondra, une autochtone. Cependant, George, le jeune frère de Conway et Maria, une autre belle jeune femme de la vallée, sont déterminés à partir. 
Conway finit par obtenir une audience avec le Grand Lama, qui lui apprend que son arrivée n'était pas un accident. Le fondateur de Shangri-La affirme être âgé de deux cents ans car les propriétés magiques du paradis qu'il a créé les préservent physiquement des affres du temps. Mais au bout de plusieurs siècles, il est finalement en train de mourir et a besoin de quelqu'un de sage et de bien informé sur les manières du monde moderne pour garder le royaume en sécurité. Ayant lu les écrits de Conway sur la situation mondiale, le Lama a ordonné son enlèvement. Avant de s'éteindre paisiblement, le vieil homme désigne Conway comme son successeur.
George refuse obstinément de croire l'histoire fantastique du Lama, soutenu par Maria. Incertain et déchiré entre amour et loyauté, Conway cède à contrecœur à son frère et ils quittent tous les deux Shangri-la, emmenant Maria avec eux. George est prévenu que Maria est beaucoup plus âgée qu'elle ne le paraît, et après plusieurs jours d'un voyage éreintant dans les montagnes enneigées, elle meurt d'épuisement face contre terre dans la neige. Lorsqu'on la retrouve, George découvre avec stupéfaction qu'elle est devenue extrêmement vieille. Horrifié, il perd la raison et saute vers la mort. De son côté, Conway poursuit sa route et finit par trouver une mission chinoise où un groupe parti à leur recherche le sauve. Les épreuves qu'il a subies lui ont fait perdre le souvenir de Shangri-La, mais lors de son voyage de retour vers l'Angleterre, il commence à se remémorer ce paradis perdu. Il raconte leur histoire puis saute du bateau. Des détectives sont engagés par les amis de Conway pour retrouver sa trace. Ils le suivent jusque dans l'Himalaya mais ne parviennent pas à le retrouver, et ignorent le sort qui lui est réservé.
La dernière scène montre Conway qui a réussi à rejoindre Shangri-La.

## Fiche technique
- Titre : Les Horizons perdus
- Titre original : Lost Horizon
- Réalisation : Frank Capra
- Scénario : Robert Riskin et Sidney Buchman, d'après le roman éponyme de James Hilton
- Photographie : Joseph Walker
- Prises de vues additionnelles : Henry Freulich (non crédité)
- Montage : Gene Havlick et Gene Milford
- Musique : Dimitri Tiomkin
- Direction artistique : Stephen Goosson, assisté de Lionel Banks (non crédité)
- Costumes : Ernest Dryden
- Production : Frank Capra
- Société de production : Columbia Pictures
- Société de distribution : Columbia Pictures, Les Films Osso (France)
- Pays de production :  États-Unis
- Langue originale : anglais américain
- Format : noir et blanc — 35 mm — 1,37:1 — son mono
- Genre : drame, aventures, fantastique
- Durée : 132 minutes
- Dates de sortie : 
  - États-Unis : 2 mars 1937 (première à San Francisco) ; 1er septembre 1937 (sortie nationale)

## Distribution
- Ronald Colman : Robert Conway
- Jane Wyatt : Sondra
- Edward Everett Horton : Alexander P. Lovett
- John Howard : George Conway
- Thomas Mitchell : Henry Barnard
- Margo : Maria
- Isabel Jewell : Gloria Stone
- H. B. Warner : Chang
- Sam Jaffe : le père Perrault, Grand Lama de Shangri-La

Acteurs non crédités
- Chef John Big Tree : un porteur
- Hugh Buckler (en) : lord Gainsford
- Willie Fung : un chef de bande
- Noble Johnson : le chef des porteurs
- Margaret McWade : un missionnaire
- Leonard Mudie : le secrétaire des Affaires étrangères
- Victor Wong : un chef de bande

## Récompenses et distinctions
- Oscar 1938 de la meilleure direction artistique (Stephen Goosson) et du meilleur montage.
- Nomination à l'Oscar 1938 des meilleur second rôle masculin (H. B. Warner), meilleur assistant réalisateur (Charles C. Coleman), meilleure musique, meilleur film et meilleur son (John P. Livadary).

## Les diverses versions et restaurations
Les Horizons perdus a subi plusieurs pertes par rapport à sa durée d’exploitation originale au fil des ans :
- Première version de mars 1937 : 132 minutes
- Version de septembre 1937 : 118 minutes
- Réédition de 1942 : 110 minutes
- Réédition de 1948 : restaurée à 118 minutes
- Version télévisée de 1952 : 92 minutes — la seule version en circulation pendant plusieurs décennies.
- Restauration photochimique de 1986 : 132 minutes (125 minutes de séquences synchronisées avec la bande sonore complète de la première version ; des arrêts sur image et des photos publicitaires sur le plateau remplissent les sections vides).
- Restauration numérique de 1998 : 132 minutes (des travaux supplémentaires ont été effectués sur la restauration de 1986).
- Nouvelle restauration numérique 4K de 2016 : 132 minutes (126 minutes de séquences synchronisées avec la bande originale de la première, après la découverte d’une minute supplémentaire de film manquant).

## Vidéo
Les trois restaurations ont été publiées ou licenciées à de nombreuses reprises dans le monde entier en vidéo amateur par Sony et son prédécesseur, Columbia Pictures. 
- La restauration de 1986 est sortie en VHS et LaserDisc.
- La restauration de 1998 a été publiée en DVD par Columbia TriStar Home Video le 26 février 2001 (le DVD zone 2 qui inclut les bonus suivants :  bande annonce,  3 scènes coupées, fin alternative, commentaire audio sur la restauration du film par Charles Champlin et Robert Gitt, documentaire photo commenté par l'historien du cinéma Kendall Miller.).
- La restauration de 2016 a été publiée en téléchargement numérique et en Blu-ray dans divers territoires, dont l’Australie, les États-Unis et une grande partie de l’Europe.
- 2024 : le 19 novembre, une nouvelle version 4K UHD de 133 minutes avec Dolby Vision est publiée par Sony dans le cadre du coffret « Frank Capra at Columbia » (anglais : DTS-HD, MA, Mono Audio ; comprend des commentaires avec Charles Champlin et Bob Gitt, une fin alternative, 4 featurettes, 5 teasers et bandes-annonces).